# Flora Gallo
Flora Gallo (Crotone, 2 febbraio 1939) è una cantante e paroliera italiana.

## Biografia
Dopo essersi laureata in chimica, inizia la carriera di cantante, partecipando a vari festival musicali, tra cui la Festa di Piedigrotta.
Nel 1962 sposa il musicista e discografico Virgilio Braconi con cui collaborerà spesso nel corso degli anni, e da cui avrà i due figli Simonide e Monaldo Braconi, affermati musicisti da camera.
Nel 1963 la sua canzone Notti nude è inserita nella colonna sonora dell'omonimo film.
Ha inciso per varie etichette, tra cui la Vis Radio; tra i suoi successi Non lo pensare, cover di Don't You Believe It, lanciata da Andy Williams e scritta da Burt Bacharach.
Nel corso degli anni abbandona l'attività di cantante per dedicarsi a quella di autrice di testi, usando a volte lo pseudonimo Flogal.
Alla Siae risultano depositate a suo nome 154 canzoni; ha scritto, tra gli altri, per Paolo Vallesi e Franco Tozzi.

## Canzoni scritte da Flora Gallo
| Anno | Titolo                   | Autori del testo            | Autori della musica                            | Interpreti         |
| ---- | ------------------------ | --------------------------- | ---------------------------------------------- | ------------------ |
| 1965 | È giusto                 | Flora Gallo e Scanu         | Virgilio Braconi e Alfredo Avantifiori         | Loredana Bufalieri |
| 1965 | E allora vai             | Flogal                      | Virgilio Braconi                               | Franco Tozzi       |
| 1968 | Ho saputo che partivi    | Flogal                      | Virgilio Braconi                               | Fiorella Mannoia   |
| 1990 | Sta diventando una donna | Flora Gallo e Giuseppe Dati | Giuseppe Dati, Paolo Vallesi e Edoardo Rinaldi | Paolo Vallesi      |

## Discografia
Singoli
- 1963 - Notti nude/Balla balla (Sir, TS 9020)
- 1963 - Bongré Malgré/Monsieur (Vis Radio, VLMQN 056204)
- 1963 - Jammo ja/Vicino (Vis Radio, VLMQN 056212)
- 1963 - Colpa della bossa nova/Hully Gully Bowling Man (Vis Radio, VLMQN 056229)
- 1964 - Non lo pensare/Prima (Vis Radio, VLMQN 056232)
- 1964 - 'A bersagliera/'E margarite (Vis Radio, VLMQN 056275)
- 1966 - Tu sognavi Chopin/Quando fa notte a Roma (Villahermosa, AM 115)
- 1966 - Nu' cielo chino 'e stelle/Na' varca (Villahermosa, AM 117)

EP
- 1962 - Canzonissima 62 (Music Hall Internazionale, IPK 716; Flora Gallo interpreta "Il cielo in una stanza" e "Tango della gelosia")